# Бакинская инициатива
Бакинская инициатива (англ. Baku Initiative) — политический диалог по энергетическому и транспортному сотрудничеству между Европейским союзом, Турцией и бывшими советскими республиками, который проводится в рамках энергетических и транспортных программ INOGATE и ТРАСЕКА.

## История
Бакинская инициатива исходит из Европейской политики соседства, начатой в 2004 году. 13 ноября 2004 года в Баку состоялась Первая министерская конференция по энергетическому сотрудничеству между ЕС и прибрежными государствами Чёрного моря, Каспийского моря и их соседями. Результаты этой конференции стали известны как «Бакинская инициатива». В то же время была проведена конференция министров транспорта, в результате которой 14 ноября было официально объявлено о поддержке рамок программы ЕС ТРАСЕКА. 30 ноября 2006 года в Астане была проведена вторая Министерская конференция по итогам Энергетической инициативы. Вторая конференция министров транспорта была проведена в Софии 2-3 мая 2006 года.

## Цели

### Энергия
Инициатива направлена на усиление интеграции энергетических рынков стран-участниц с энергетическим рынком ЕС, чтобы создать прозрачные энергетические рынки, способные привлекать инвестиции, а также повышать безопасность энергоснабжения. Некоторые авторы описывают эту цель как европейское финансирование и инвестиции в развитие инфраструктуры в обмен на гарантию поставок на европейские рынки.
Целями этой инициативы являются гармонизация правовых и технических стандартов и создание функционирующего интегрированного энергетического рынка в соответствии с Европейской и международной нормативно-правовой базой; повышение безопасности и надежности энергоснабжения за счет расширения и модернизации существующей инфраструктуры; замена старых и неэффективных инфраструктур производства электроэнергии экологически чистыми инфраструктурами производства электроэнергии; развитие новых инфраструктур и внедрение современной системы мониторинга их работы; улучшение управления спросом и предложением энергии путем интеграции эффективных и устойчивых энергетических систем; и содействие финансированию коммерчески и экологически жизнеспособных энергетических проектов, представляющих общий интерес.

### Транспорт
По данным Транспортной дирекции ЕС, «Бакинская инициатива направлена на то, чтобы придать импульс транс-европейскому транспортному сотрудничеству на основе взаимной заинтересованности в постепенной интеграции их соответствующих транспортных сетей и рынков в соответствии с Европейской и международной нормативно-правовой базой». Он обеспечивает поддерживающую основу для ТРАСЕКА, чтобы способствовать размышлениям о сотрудничестве между ЕС и черноморскими и прикаспийскими государствами и их соседями, а также обеспечить соответствие приоритетам ЕС в контексте его Политики соседства.
В соответствии с выводами, достигнутыми на Министерской конференции транспорта ЕС и Каспийского региона 14 ноября 2004 года в Баку, были созданы 4 рабочие группы экспертов (авиация, безопасность на всех видах транспорта, автомобильный и железнодорожный транспорт, транспортная инфраструктура).

## Страны-партнеры Бакинской инициативы
Страны-партнеры по транспортно-энергетическим аспектам и вопросам Бакинской инициативы перечислены ниже. Помимо Турции, большинство членов являются бывшими республиками Советского Союза
- Армения
- Азербайджан
- Беларусь
- Болгария
- Грузия
- Казахстан
- Кыргызстан
- Молдова
- Румыния
- Россия
- Таджикистан
- Турция
- Туркменистан
- Украина
- Узбекистан

## Структура
Европейский Союз следит за развитием Бакинской инициативы через Европейскую Комиссию (Генеральный директорат по транспорту и энергетике; Генеральный директорат по внешним связям и Бюро по сотрудничеству EuropeAid). Технический секретариат INOGATE (который находится в Киеве, с региональным офисом в Тбилиси, охватывающем Кавказ) координирует энергетические аспекты от имени Комиссии и Секретариата ТРАСЕКА (который расположен в Баку с региональным офисом в Одессе) выполняет ту же функцию для транспортных аспектов.

## Критика
Некоторые эксперты, например Франк Умбах из Центра стратегий европейской безопасности раскритиковал Бакинскую инициативу и другие меры политики в отношении Каспийского региона за то, что они слишком много внимания уделяют техническому сотрудничеству, а не стремятся к более стратегическому долгосрочному сотрудничеству.